# Franz von Seitz
Pour les articles homonymes, voir Seitz.

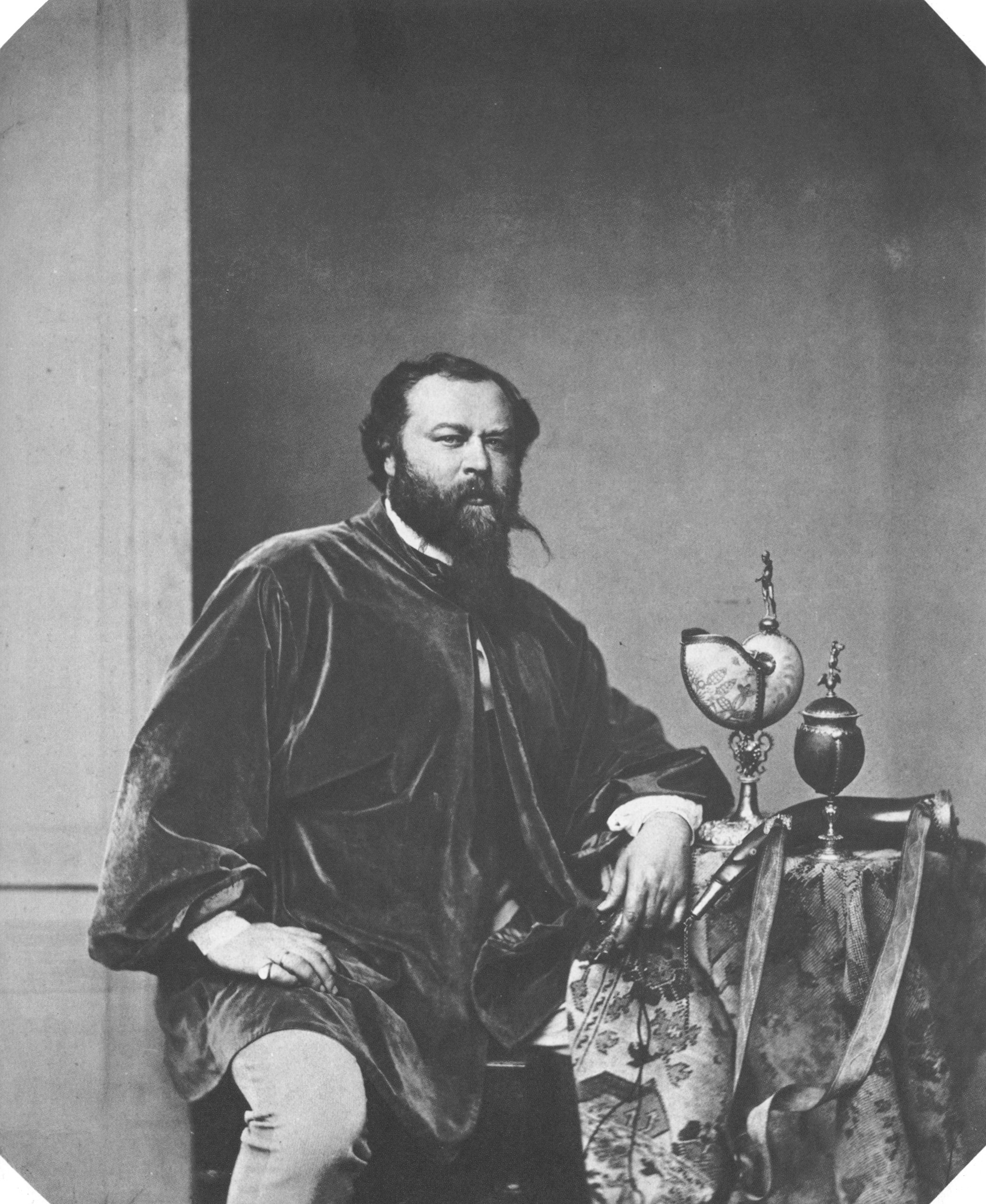
Franz Seitz en 1856

Franz von Seitz, né le 31 décembre 1817 à Munich et y décédé le 13 avril 1883 est un peintre, lithographe, graveur et concepteur de costumes bavarois. Il est aussi professeur de lycée et directeur de théâtre.

## Biographie
Seitz a étudié à l’Académie des beaux-arts de Munich avec le professeur Joseph Schlotthauer puis travaille comme lithographe et graveur. En 1848, il prend la direction artistique du magazine satirique Leuchtkugeln. À partir de 1855 il devient créateur de costumes pour le théâtre de cour de Munich. En 1858, il a été nommé professeur à l’Académie des beaux-arts. En 1869, il en devient le directeur artistique. En 1876, à sa retraite, il devient membre honoraire de l'Académie des arts.
Franz Seitz meurt à Munich à l'âge de 65 ans. Il y est enterré dans le vieux cimetière du Sud.
Entre autres choses, il conçoit les décorations intérieures du château de Linderhof. Avec son fils Rudolf, il réalise l’aménagement du train royal de Louis II, sur le modèle du château de Versailles.